# Trianon-Theater
Das Trianon-Theater war ein Theater in Berlin von 1901 bis 1931.

## Geschichte
Der Schriftsteller Otto Julius Bierbaum begründete das Trianon-Theater, das am 28. Dezember 1901 seine Premiere hatte. Es befand sich im Neuen Königlichen Operntheater (spätere Krolloper) am Königsplatz 7 im Tiergarten. Er gab jedoch nach der ersten Aufführung das Unternehmen wieder auf.
1902 eröffnete Carl Beese das Trianon-Theater in einem der S-Bahn-Bögen in der Georgenstraße, Ecke Prinz-Friedrich-Karl-Straße 7 (jetzt Geschwister-Scholl-Straße) nahe dem S-Bahnhof Friedrichstraße. Dort wurden vor allem leichte Unterhaltungsstücke und Singspiele aufgeführt.
Um 1918 übernahmen die Brüder Alfred und Fritz Rotter das Theater, als erstes in ihrem Unternehmensimperium der folgenden Jahre.
1931 wurde das Trianon-Theater im Zuge der großen finanziellen Probleme der Brüder geschlossen.